# M20 (ミサイル)

M20はフランス海軍が運用していた潜水艦発射弾道ミサイル。ル・ルドゥタブル級原子力潜水艦向けのものであり、各艦に16基搭載されていた。
M2ミサイルの改良型であり、1977年から配備が開始された。2段式固体燃料ロケットとなっていた。弾頭は単弾頭であったが、M2より熱核弾頭へ更新されている。後継のMIRV化されたM4ミサイルへの更新が1985年より開始され、1991年には退役した。

## 要目
- 全長：10.4m
- 胴体直径：1.5m
- 重量：20t
- 射程：3,100km
- 弾頭：TN 60またはTN 61核弾頭（核出力1.2Mt）
- 生産数：100基